# Bernières-sur-Mer
Bernières-sur-Mer és un municipi francès, situat al departament de Calvados i a la regió de Normandia.